# Hovgaard Ø
Het Hovgaard Ø is een onbewoond eiland in Nationaal park Noordoost-Groenland in het oosten van Groenland.

## Geografie
Het eiland wordt in het westen en noorden begrensd door de Dijmphna Sund, in het oosten en zuidoosten door de Groenlandzee en in het zuidwesten door het Nioghalvfjerdsfjorden. In het zuidwesten takt de Spaltegletsjer af van de Nioghalvfjerdsgletsjer.
Aan de overzijde van het water ligt in het noorden het Holmland, in het westen Skallingen en in het zuidwesten Lambertland.